# Mircea Dinescu
Mircea Dinescu (n. 11 noiembrie 1950, Slobozia, Ialomița, România) este un poet, scriitor și publicist român. 

## Biografie
Părinții săi au fost Aurelia Dinescu (n. Badea) și Ștefan Dinescu, muncitori. A urmat cursurile liceului la Slobozia (1965-1969)
A absolvit Facultatea de Ziaristică a Academiei „Ștefan Gheorghiu”, București.
Debutează cu poezia Destin de familie, în 1967, în revista Luceafărul, și editorial cu Invocație nimănui, (1971), volum de versuri distins cu Premiul Uniunii Scriitorilor pentru Debut. Este angajat la Asociația Scriitorilor din București (1972-1976), apoi ca redactor la Luceafărul (1976-1982) și România literară (1982-1989). Talentul literar, remarcat de numeroși critici (Lucian Raicu, Alex Ștefănescu, Nicolae Manolescu etc.), este încununat cu numeroase premii literare (Premiul Herder, Premiul Uniunii Scriitorilor pentru Poezie, Premiul Academiei Române pentru Literatură, Premiul Internațional de Poezie, Rotterdam ș.a.).
În august 1988, Dinescu a fost invitat în Uniunea Sovietică de Uniunea Scriitorilor din URSS, iar în 25 august a acordat un interviu la radioul Vocea Rusiei (în l. rusă Golos Rossii), secțiunea română. În acest interviu și-a exprimat sprijinul pentru politica  de Glasnost și Perestroika din Uniunea Sovietică.
În urma interviului acordat în februarie 1989 lui Gilles Schiller (pseudonimul lui Jean Stern) și publicat în cotidianul francez  Libération, în care ataca explicit regimul Ceaușescu, este concediat în martie 1989 de la revista România Literară, exclus din Partidul Comunist Român, este supus arestului la domiciliu și i se ia dreptul de semnătură. În toamna anului 1989 a publicat în cotidianul vest-german Frankfurter Allgemeine Zeitung articolul Mamutul și literatura, ostil regimului comunist.  A fost prezent în studiourile Televiziunii Române în timpul revoluției din 22 decembrie 1989. După revoluția din 22 decembrie 1989, Mircea Dinescu a devenit președintele Uniunii Scriitorilor (1990-1993), de unde a demisionat în urma unui scandal.
Înființează revistele de satiră politică Academia Cațavencu (1990), Plai cu boi (2001) și Aspirina săracului (2003), este membru al Consiliului Național pentru Studierea Arhivelor Securității și fondatorul „portului dunărean cultural” de la Cetate (unde găzduiește diferite festivaluri artistice), fiind proprietarul moșiei, conacului și morii care i-au aparținut boierului Barbu Drugă.  În anul 2003, în numărul dedicat „eroilor”, revista Time Europe îl nominalizează pe Mircea Dinescu la categoria „Hate Busters”. Prezență activă, Mircea Dinescu are constante intervenții critice, televizate și publicistice. Scrie o poezie exuberantă, stil Arthur Rimbaud.
A fost căsătorit cu traducătoarea Mașa Dinescu (n. 1961 - d. 29 oct. 2019).

## Aprecieri ale criticii literare
Criticul literar Eugen Simion apreciază că „Poezia sa este tulburătoare prin sinceritatea mesajului, a sentimentului, prin tonul frust cu care pendulează între imprecația activă și elegia sentimentală.” De asemenea, Eugen Simion  consideră că „ Invocație nimănui și, în 1973, Elegii de când eram mai tânăr l-au impus imediat în atenția generală. Surprindeau tonul direct și sincer al limbajului, tristețea și impertinența juvenilă a poemului reîntors, pe această cale, la tradiția confesiunii și a ceea ce se numește poezie de inimă...” 
Poetul și criticul Ștefan Aug. Doinaș consideră că „Autenticitatea demersului liric al lui Mircea Dinescu este garantată de capacitatea sa, aș zice genuină, de a evita orice terminologie retorică, abstractă, de a dovedi că - în cazul poeziei - limbajul figurat apare, cu necesitate, ca limbaj prim, ca limbaj prin excelență; e o poezie care nu declară nimic, niciodată; sinceritatea ei rezultă dintr-o imediată descifrare a figurativului: fiecare gest, fiecare imagine traduce o stare de tensiune extremă.”
Criticul literar și eseistul Lucian Raicu descrie astfel poezia lui Mircea Dinescu: „Bântuit de talent, un extraordinar talent, cuvintele-șoc și metaforele percutante îi vin în cascadă, proaspete și nepăsătoare, cu încărcătură afectuoasă și cinică, brutal repezite și tandre, proletare și nobile, înscriindu-se laolaltă pe un traseu totuși bine determinat, spunând exact ce li s-a menit să spună, fără ezitări, fără ambiguități...Darul acestei poezii este de a canaliza nemijlocit spre frumusețe și distincție expresivă tot ce ar părea sortit să se exprime altfel, în limbajul mai curând al unui moralist exasperat de urâtul vieții.”
Teodora Dumitru, cercetător la Institutul de Istorie și Teorie Literară „G. Călinescu” al Academiei Române, apreciază că „Formula metaforică, din zona miturilor și a simbolurilor înalte, spiritul liber, din genul dionisiacului vitalist, marcat de o febră a autoafirmării ofensive, aduc, în volumul Invocație nimănui, un tribut liricii românești din prima jumătate a liricii românești, dar și a tradiției rebele a Franței, de la François Villon  la Arthur Rimbaud.” (Teodora Dumitru, op. cit. p. 199).

## Cărți

### Volume publicate în limba română
- Invocație nimănui, Editura Cartea Românească, București, 1971
- Elegii de când eram mai tânăr, Editura Cartea Românească, București, 1973
- Proprietarul de poduri (stampe europene), Editura Cartea Românească, București, 1976, 1978
- La dispoziția dumneavoastră, Editura Cartea Românească, 1979
- Teroarea bunului simț, Editura Cartea Românească, 1980
- Democrația naturii, Editura Cartea Românească, 1981
- Exil pe o boabă de piper, Editura Cartea Românească, 1983
- Rimbaud negustorul, Editura Cartea Românească, 1985
- Moartea citește ziarul, Amsterdam, Editions Rodopi, 1989; Editura Cartea Românească, 1990
- Proprietarul de poduri, antologie (1968-1985), Editura Seara, 1990
- O beție cu Marx, Editura Seara, 1996
- Pamflete vesele și triste, Editura Seara, 1996
- Nelu Santinelu, căprar La Cotroceni, Editura Seara, 1998
- Fluierături în biserică, antologie, Editura Seara, 1998
- Corigent la cele sfinte, Fundația pentru poezie Mircea Dinescu, 2003
- De gustibus... - o expoziție de gusturi și culori - cu un Decalog culinar de Mircea Dinescu; album de arta editat de Muzeul de Artă în regie proprie cu ocazia expoziției din 2009
- Femeile din secolul trecut. Poezii noi (2004-2010), cu desene din seria Erotica Magna de Dan Erceanu; Editura: Fundația pentru Poezie Mircea Dinescu, 2010[8]
- Iubirea mea să scoată țări din criză, Editura: Fundația pentru Poezie Mircea Dinescu, 2011.
- Scaunul cu trei picioare, 2019[9]

### Volume publicate în limbi străine
- À votre disposition; trad. et adapté en français par Marc Rombaut et Constantin Crisan ; avec une préface de Romul Munteanu; Editura Univers, 1982
- A jóság rémuralma (București, 1982)
- Exile On A Peppercorn (Forest Books, London-Boston, 1985)
- Exil im Pfefferkorn (trad. Werner Söllner, Suhrkamp Verlag, 1989)
- Mircea Dinescu – Poèmes (Albin Michel Éd, Paris, 1989, avec une introduction d'Eugène Ionesco)
- Mirage posthume : poèmes; tradus din limba română de Alain Paruit ; avant propos d' Eugène Ionesco ; postface d' Alexandru Papilian et Lucian Raicu; Paris: Albin Michel, 1989

- Trente deux poésies; pref. de Lucian Raicu ; trad. par Miron Kiropol; [Paris]: La Bartavelle, 1989
- Titanic-Valcer (Budapesta, 1989)
- Ein Maulkorb fürs Gras (trad. Werner Söllner, Ammann Verlag, Zürich, 1990)
- De Dood leest de krant (Amsterdam, 1990)
- A halál újságot olvas (Pécs, 1991)
- Democrația naturii (traducere și prefață Ognean Stamboliev, Sofia, editura Hristo Botev, 1995)
- Szentségekből bukásra (Miercurea Ciuc, 2005) ISBN 978-973-665-077-2
- Szegek, ebek és szúró darazsak (Miercurea Ciuc, 2007) ISBN 978-973-665-176-2
- Bőröndnyi ország (Miercurea Ciuc, 2009) ISBN 978-973-665-256-1

### Prezență în antologii
- Streiflicht – Eine Auswahl zeitgenössischer rumänischer Lyrik (81 rumänische Autoren), - "Lumina piezișă", antologie bilingvă cuprinzând 81 de autori români în traducerea lui Christian W. Schenk, Dionysos Verlag 1994, ISBN 3-9803871-1-9
- Opera poetică (2 volume), Editura Cartier, 2005
- Cele mai frumoase 101 poezii, Editura Humanitas, 2006
- Testament - Anthology of Modern Romanian Verse - Bilingual Edition English/Romanian / Testament - Antologie de Poezie Română Modernă - Ediție Bilingvă Engleză/Română (Daniel Ionita, Editura Minerva, 2012 - ISBN 978-973-21-0847-5)
- Pieta - Eine Auswahl rumänischer Lyrik, Dionysos, Boppard, 2018, în traducerea și selectarea lui Christian W. Schenk, ISBN 9781977075666

## Premii literare și distincții
- Premiul Uniunii Scriitorilor din România pentru debut (1971)
- De trei ori Premiul Uniunii Scriitorilor din România pentru poezie
- Premiul Academiei Române pentru literatură
- Premiul Internațional de Poezie, Rotterdam (1989)
- Premiul Internațional CET (Central European Time, Budapesta, 1998)
- Premiul Herder pentru literatură (1999)
- Premiul național de poezie „Mihai Eminescu” (Botoșani, 2008)
- 1991 – Membru de onoare al Universității din Augsburg.

### Decorații
- Ordinul național „Steaua României” în grad de Comandor (1 decembrie 2000) „pentru realizări artistice remarcabile și pentru promovarea culturii, de Ziua Națională a României”[10]